# Campbell (Minnesota)
Campbell é uma cidade localizada no estado americano de Minnesota, no Condado de Wilkin.

## Demografia
Segundo o censo americano de 2000, a sua população era de 241 habitantes.

## Geografia
De acordo com o United States Census Bureau tem uma área de
0,6 km², dos quais 0,6 km² cobertos por terra e 0,0 km² cobertos por água.

## Localidades na vizinhança
O diagrama seguinte representa as localidades num raio de 24 km ao redor de Campbell.